# Out of Body
Out of Body är ett musikalbum av The Hooters, utgivet 1993. Nytt skivkontrakt skrevs med MCA, och Mindy Jostyn blev också medlem i bandet. 
"Twenty-Five Hours a Day", "Boys Will Be Boys" och "Private Emotion" släpptes som singlar.
2000 släpptes "Private Emotion", då med Ricky Martin och Meja, vilken blev en hit i Norden och Storbritannien.

## Låtlista[3]
1. "Twenty-Five Hours a Day" (Rob Hyman, Eric Bazilian, Jerry Lynn Williams - (3:50)
2. "Boys Will Be Boys" (Hyman, Bazilian, Cyndi Lauper) - (4:42)
3. "Shadow of Jesus" (Bazilian, Glenn Goss) - (5:35)
4. "Great Big American Car" (Hyman, Bazilian, Wendy Waldman) - (5:16)
5. "Private Emotion" (Hyman, Bazilian) - (3:58)
6. "Driftin' Away" (Hyman, Bazilian) - (4:57)
7. "Dancing on the Edge" (Hyman, Bazilian, John Bettis) - (3:38)
8. "All Around the Place" (Hyman, Bazilian) - (3:45)
9. "One Too Many Nights" (Hyman, Bazilian) - (4:25)
10. "Nobody But You" (Hyman, Bazilian, Williams) - (5:21)

## Musiker
- Eric Bazilian: sång, gitarrer, mandolin, saxofon
- Rob Hyman: sång, keyboards, melodica, dragspel
- John Lilley: gitarr
- David Uosikkinen: trummor
- Fran Smith Jnr: bas
- Mindy Jostyn: fiol, sång, munspel, gitarr